# Квартира № 50
Квартира № 50 — рок-гурт з міста Києва. Помітні представники вітчизняної рок-музики кінця 1980-х.
Назва колективу асоціативно пов'язана з номером квартири, яка фігурувала в романі Михайла Булгакова «Майстер і Маргарита».

## Історія
Засновником колективу Квартира № 50 був актор Театру на Подолі Олег Верницький (вокал), який складав вірші, прозу і частину репертуару для гурту. Крім нього, у складі гурту були: Віктор Щекотун (гітара), Сергій Степаненко (гітара), Олександр Комісаренко (барабани), Олексій Дундуков (бас-гітара), Олександр Кацман (клавішні).
Першу репетицію провели у вересні 1986 в будинку культури ВО «Більшовик». Того ж року виступили на міському фестивалі «Дебют-86». У березні 1987 взяли участь у фестивалі «Рок-діалог», що пройшов у рамках республіканської художньої виставки «Молодість країни».
Протягом квітня 1987 гурт дав 13 концертів. У червні 1987 виступили на фестивалі «Фонограф», який відбувся у Будинку культури Мінторгу УРСР. В серпні 1987 одними з перших серед вітчизняних гуртів записали в напівпрофесійній студії Київського педінституту іноземних мов дебютний альбом «Швидка допомога», що складався з семи пісень. Того ж року посіли перше місце на І Донецькому міському рок-фестивалі.
Колектив кілька разів міняв стилі своєї музики: спочатку ритм-енд-блюз, потім хард-рок і зрештою блюз-панк.
Впродовж 1988 року в колективі змінилося багато музикантів. 20 вересня на трасі Житомир-Київ загинув 26-річний Олексій Дундуков. У листопаді виступили на всесоюзному фестивалі «Міс Рок 88», де акомпанували Вікторії Верницькій.
У січні 1989 колектив узяв участь в московському фестивалі «Рок-авангарду», який пройшов непомітно. У квітні того ж року Комісаренко перейшов у Воплі Відоплясова, отож гурт набув такого складу: Віктор Щекотун (гітара), Олег Верницький (вокал), Віка Верницька (синтезатори, секвенсори). У червні на студії «О. П. Д.» (звукорежисер Юрій Щелковський) закінчили роботу над своїм другим альбомом «Голосуйте за Мітель-Шнауцера». Тоді до них приєдналися: Артур Азаркевич (клавішні), Богдан Харченко (барабани) та Олег Путятін (бас-гітара).
Виступили на фестивалі Червона Рута-89, де їх не сприйняли слухачі зі Львова, через відсутність патріотичної тематики в піснях та сценічний імідж. Але зате на них звернули увагу тележурналісти з Польщі.
Римська мерія запросила гурт на Всесвітній Карнавал у Венеції, що мав відбутися у березні 1990 року, але музиканти не встигли оформити документи. Зрештою, після кількох запрошень, потрапили до Італії. По дорозі через Югославію їх помітив менеджер югославської фірми «Арт едженсі» і підписав з ними контракт.
У Югославії гурт розпався на два окремих колективи: тріо бардак (Олександр Комісаренко — ударні, Артур Азаркевич — клавішні, Віталій Космач — бас) і Флет Фіорті (Олег Верницький, Віка Верницька, Віктор Щекотун та новий гітарист Сергій Никонов). Обидва колективи здобули популярність у Словенії, де навіть виступали у різдвяній програмі на телебаченні. Записали фолк-панкову телепрограму «Зачорнобильські козаки». Отже, музикантів визнали за кордоном, а на батьківщині вони так і залишилися нікому не потрібні. Однак через війну в Югославії змушені були наприкінці 1991 року повернутися додому.
2004 року лейбл Атлантик випустив збірку найкращих пісень гурту в рамках серії "Рок Легенди України.

## Подальша доля музикантів
Наприкінці 1996 року Олег Верницький в Нью-Йорку випустив сольний компакт-диск «Алик Vеrный. Made іn Бraйтon».
У середині 2000-х років лідери Квартири № 50 утворили новий проект Квартира.

## Дискографія
- Швидка допомога. 1987[1]
- Голосуйте за Мітель-Шнауцера. 1989[3]
- Квартира 50. Рок Легенди України[4].